# 英知出版
英知出版（えいちしゅっぱん、EICHI PUBLISHING INC.）は、かつて存在した日本の出版社。

## 概要
AVメーカーの宇宙企画を創立した山崎紀雄が、1982年に出版社の権利を買取り、メディアミックスの出版事業に乗り出した。1983年に『ビデオボーイ』、『Beppin』を創刊。男性向け雑誌、特にグラビア雑誌を発行した。
1980年代末には『Beppin』、『デラべっぴん』、『ビデオボーイ』の3誌合計で毎月100万部を発行していた。
1994年には『Beppin』がわいせつ容疑で摘発。1996年には関連3社を含めて11億円の申告漏れを指摘され、5億6千万円の追徴課税を受ける。
2001年、山崎紀雄が株式を手放し、経営から手を引く。
2002年6月、ファッション誌、パズル誌、書籍部門を新設分割し、ゼィープラス子会社のインフォレスト株式会社に譲渡。
2006年に男性向け雑誌の発行部門を株式会社ジーオーティーに営業譲渡し、以後は趣味・実用系の雑誌・書籍を発行していた。
親会社であるティーケーパートナーズの経営破綻により、2007年3月30日に事業を停止し、同年4月19日に東京地方裁判所に自己破産の申し立てを行った。

## 沿革
- 1973年：ホーチキ商事株式会社出版部としてホーチキ出版を設立[8]。
- 1977年：分離独立し、株式会社英知出版と改称。
- 1982年：本社を神田（千代田区三崎町）より新宿区西新宿に移転。英知出版株式会社に商号を変更[8]。
- 1983年：本社を新宿区西新宿より新宿区新宿1丁目に移転。
- 1986年：本社を新宿区新宿1丁目より新宿区愛住町に移転。
- 1995年：本社を新宿区愛住町より新宿区神楽坂に移転。
- 2001年：株式交換によりゼィープラス株式会社（現・セブンシーズホールディングス株式会社）が全株式を取得[9]。
- 2002年：6月ファッション誌、パズル誌、書籍部門を分割し、新設したインフォレスト株式会社に継承[6]。10月プライムメディア株式会社が全株式を取得。
- 2004年：有限会社ティーケーパートナーズが全株式を取得[8]。株式は同社子会社のスタジオ英知株式会社が保有。
- 2006年：本社を新宿区神楽坂より渋谷区神宮前に移転。男性向け雑誌発行部門を株式会社ジーオーティーに営業譲渡[7]。
- 2007年
  - 3月30日、事業停止。
  - 4月19日、東京地裁に破産を申し立て[10]。

## 発行されていた主な雑誌

### 一般誌・女性誌
- 411（フォー・ダブワン）
- HARDCORE CHOPPER Magazine（ハードコア・チョッパー・マガジン） - ブレインに移管
- COSMODE（コスモード） - インフォレストに移管[11]
- 韓国TV映画ファンBOOK
- HONEY girl - ぶんか社に移管
- ハイスコア - ぶんか社に移管
- PC・GIGA - インフォレストに移管

### パズル雑誌
- クロスワードキング - インフォレストに移管
- 漢字道 - インフォレストに移管

### 男性誌
「（※）」の雑誌は、「発行元：ジーオーティー、発売元：英知出版」を経て、「発行元・発売元：ジーオーティー」となった計8誌。
- Beppin-School（※） - 1990年にBeppin9月号増刊『High school』として創刊。1992年の同年5月号より月刊誌として独立創刊、2008年に同年8月号をもって休刊[12]。
- Bejean（※）
- ズバ王（※）
- 実話大報（※）
- ビデオボーイ→VIDEO BOY（※）[13]
- ベッピン
- 大べっぴん
- デラべっぴん[13]
- すっぴん→Suppin EVOLUTION（※）[13]
- すっぴん小姐（Suppin Co-gal）
- Suppin EVOLUTION DVD (SP EVO DVD)（※）
- BOYES
- Dr.ピカソ
- MEGA-SHOT
- PHOTOSHOT
- 大海賊
- トラウママンガマガジン
- KISSUI（※）
- COMIC男爵

- GOKUH（ゴクウ） - 創刊号は1991年8月号、最終号は2006年9月号

## 過去のグループ会社
- バウハウス
- メディアックス
- 宇宙企画

## その他
- 2007年2月に出版されたムック『驚愕の外人犯罪裏ファイル-外人犯罪白書2007』[14]が、人種差別を助長しているとして国内外の人権活動家[誰?]から非難の声があがり、一部の店舗[どこ?]で販売を中止する動きが出た。英知出版の代表[誰?]は「外国人犯罪に関する議論を深めたかった」としている。
- 2007年1月に、兵庫県尼崎市の私立大学の英知大学（えいちだいがく）が大学名を「聖トマス大学」に変更すると発表し、2007年5月27日に改称が実施された[15]。読みから「エッチ大」と揶揄されるのに加えて、インターネットで「英知」で検索エンジンに入力すると、当出版社がヒットすることも理由だった[16]。
  - 当社が倒産した後、聖トマス大学（旧・英知大学）は運営上の理由で2015年に廃学となったため、奇しくも両者消滅した形となった。
- 最末期に所在していた渋谷区神宮前の本社跡地には、結婚式場「青山フェアリーハウス」が2010年8月にオープンし、現在（2017年）に至っている[1]。